# Ur So F**king Cool
A Ur So F**king Cool (cenzúrázatlan címén Ur So Fucking Cool, vagy Ur So cOoL címen) Tones and I ausztrál énekesnő dala. 2020. május 29-én jelent meg a Bad Batch Records kiadó gondozásában, Ausztráliában és Új-Zélandon a Sony Music-nál, míg világszerte az Elektra Records kiadónál. A dalt Toni Watson, azaz Tones and I szerezte.

## Háttér
2020 májusában Tones and I a Rolling Stone Australia magazinnak adott interjújában elmondta, hogy a Ur So F**king Cool egy Los Angeles-i buliról szól, ahová ellátogatott. „Egyszer elmentem egy buliba, ahol egyszerűen mindenki úgy érezte, ő a legmenőbb ember a világon… Nekem ennyi elég is volt, leléptem,” mondta el. Tones a dal megjelenését 2020. május 26-án jelentette be.

## Videóklip
A dalhoz készült videóklip 2020. május 29-én jelent meg, rendezői pedig Tones and I, Nick Kozakis és Liam Kelly voltak. A klipben az énekesnő a kislemez borítóján is látható hét karakter szerepében jelenik meg.

## Slágerlistás helyezések
| Slágerlista (2020–2021)                   | Legjobb helyezés |
| ----------------------------------------- | ---------------- |
| Ausztrália (ARIA)                         | 44               |
| Ausztria (Ö3 Austria Top 40)              | 21               |
| Belgium (Ultratip Flanders)               | 21               |
| Belgium (Ultratop 50 Wallonia)            | 26               |
| Csehország (Rádio Top 100)                | 7                |
| Franciaország (Single Top 100)            | 167              |
| Hollandia (Top 40)                        | 24               |
| Hollandia (Single Top 100)                | 47               |
| Kanada (Canadian Hot 100)                 | 95               |
| Kanada CHR/Top 40 (Billboard)             | 48               |
| Németország (Media Control Charts)        | 37               |
| Svájc (Schweizer Hitparade)               | 93               |
| Svédország Heatseeker (Sverigetopplistan) | 3                |
| Szlovákia (Rádio Top 100)                 | 38               |
| Új-Zéland Hot Singles (RMNZ)              | 9                |
| US Hot Rock Songs (Billboard)             | 23               |

| Slágerlista (2020)                          | Helyezés |
| ------------------------------------------- | -------- |
| Ausztria (Ö3 Austria Top 40)                | 72       |
| US Hot Rock & Alternative Songs (Billboard) | 99       |

## Megjelenések
| Regió            | Dátum            | Formátum(ok)                 | Kiadó     | Forr.  |
| ---------------- | ---------------- | ---------------------------- | --------- | ------ |
| Világszerte      | 2020. május 29.  | Streaming digitális letöltés | Bad Batch | [ 29 ] |
| Ausztrália       | 2020. május 29.  | Pop rádió                    | Sony      | [ 30 ] |
| Olaszország      | 2020. június 5.  | Pop rádió                    | Warner    | [ 31 ] |
| Egyesült Államok | 2020. június 16. | Pop rádió                    | Elektra   | [ 32 ] |
| Egyesült Államok | 2020. június 16. | Alternatív rádió             | Elektra   | [ 33 ] |